# Can Gurri
Can Gurri és una masia del municipi de Lliçà de Vall (Vallès Oriental) inclosa a l'Inventari del Patrimoni Arquitectònic de Catalunya.

## Arquitectura
Masia amb planta i dos pisos, de tipus basilical, amb el cos central és més elevat. La porta d'entrada presenta una volta de pedra formada per tretze dovelles i coberta a dues vessants. Les finestres de la façana són de llinda i algunes presenta una senzilla motllura superior. Als laterals, les finestres més amples estan a la part baixa, mentre que les del pis són més estretes.
Finestra situada a la façana, a mà dreta. Feta de pedra, té una estructura quadrangular amb restes de motllures als costats. A la part superior hi ha un escut de forma romboïdal que emmarca una creu.
Finestra situada a la paret oest. A la part superior trobem un relleu amb una creu sobre un calze. Unes ornamentacions a banda i banda semblen voler imitar unes serps.
A la part dreta hi ha una edificació afegida, més moderna.
La part davantera de la casa està circumdada per un mur de protecció d'una alçada d'uns 2m té una porta d'entrada coberta amb un voladís de fusta a la llinda de la qual hi ha un escut, una inscripció malmesa però encara es pot llegir al centre IHS i a la dreta "LIAS 8 VURRI" sota la data 1594. Dins el pati trobem un petit porxo a mà dreta, i un pou a mà esquerra, molt a prop de l'entrada de la casa.
Les parets estan fetes amb pedra i encara que es veu renovada en gran part, actualment està abandonada. Es conserva també part de l'era.

## Història
Aquesta masia es troba sobre la via dels Vasos Apol·linars o de Vicarel·lo. Hi ha notícies de l'existència d'una vil·la romana en aquest indret, al seu voltant han estat trobades restes romanes encara sense una datació precisa.
1594 podria ser l'any de construcció de la masia, com indica la inscripció a la port d'entrada al pati.
Can Gurri fou una de les masies de Lliçà, que conjuntament amb d'altres de Parets formaren una associació per explotar la mina d'aigua dels "Set Socis".